# インターナルポンプ
インターナルポンプ  (Reactor Internal Pump、RIP) とは、改良型沸騰軽水冷却水炉 (ABWR) で採用された新技術の一つである原子炉内蔵型の再循環ポンプを指す。
従来の沸騰水型原子炉 (BWR) は、沸騰状態を調整するために原子炉圧力容器から一度引き出した原子炉冷却水を原子炉圧力容器外に設置されている再循環ポンプで加圧したのち、再び原子炉圧力容器内へ戻し、ジェットポンプを経由して炉心へ送り込んでいた。
ABWRでは，原子炉圧力容器から原子炉冷却水を引き出すことなく、原子炉圧力容器内のインターナルポンプで加圧し、炉心へ送り込んでいる。インターナルポンプは魚雷のような下端にプロペラを持つ細長い円筒形状で、圧力容器の内壁に十数機が並べて取りつけられており、冷却水を炉心シュラウドにそって下側に送りこみ、圧力容器下端で上側に方向を変えて炉心に流れ込む。
従来のBWRでは，原子炉圧力容器から冷却水を引き出す配管の破断事故が冷却水を喪失する代表事象（冷却材喪失事故）として扱われてきた。しかし、原子炉内蔵型の再循環ポンプを採用したABWRでは、この原子炉冷却水再循環系配管がなくなったため、冷却材の喪失の度合いは緩和され、より安全性が高まっている。
しかしながらインターナルポンプの採用は、炉心内部に高速回転機器を初めて持ちこむ事となり、実証炉を建設すること無く商用炉を建設して運転を始めた事には安全性の観点から批判が存在する。